# Categoría de espacios topológicos
En teoría de categorías, una rama abstracta de las matemáticas, la categoría de los espacios topológicos, usualmente denotada como {\displaystyle {\mathsf {Top}}}, es una forma de organizar y estudiar todos los espacios topológicos y las relaciones continuas entre ellos. Piense en un espacio topológico como un conjunto de puntos donde se ha definido una noción de "cercanía" (sin necesidad de una distancia, como en los espacios métricos). Las relaciones entre estos espacios, que preservan esta noción de cercanía, son las funciones continuas.
Más formalmente, {\displaystyle {\mathsf {Top}}} es la categoría que tiene como objetos a los espacios topológicos y como morfismos a las funciones continuas entre ellos. La composición de dos funciones continuas es continua, y la función identidad (la que deja cada punto en su lugar) es continua, por lo que se satisfacen los axiomas de categoría. En términos sencillos, esto significa que podemos "pegar" funciones continuas, y siempre obtendremos otra función continua.
Los monomorfismos en {\displaystyle {\mathsf {Top}}} son las funciones continuas inyectivas (es decir, aquellas donde puntos diferentes del espacio de partida van a parar a puntos diferentes en el espacio de llegada). Los epimorfismos son las funciones continuas sobreyectivas (aquellas donde todos los puntos del espacio de llegada son "alcanzados" por algún punto del espacio de partida). Los isomorfismos son los homeomorfismos (funciones continuas que tienen una inversa continua, esencialmente "deformaciones" que no rompen ni pegan el espacio). El conjunto vacío (considerado como un espacio topológico) es el objeto inicial de {\displaystyle {\mathsf {Top}}} (es como el "espacio más pequeño posible"). Cualquier espacio topológico sobre un conjunto de un solo elemento (singletons, con la única topología posible) es un objeto terminal de {\displaystyle {\mathsf {Top}}} (es como un espacio "básico" al cual cualquier otro espacio puede "mapearse").
Es importante destacar que algunos autores utilizan el nombre {\displaystyle {\mathsf {Top}}} para referirse a la categoría con las variedades topológicas (espacios que localmente se "parecen" a un espacio euclidiano) como objetos y funciones continuas como morfismos. Este es un uso distinto del que se describe en este artículo, que considera "todos" los espacios topológicos.

## Estructura
La categoría {\displaystyle {\mathsf {Top}}} tiene una rica estructura y varias propiedades importantes, que nos dicen cómo podemos construir y manipular espacios topológicos dentro de este marco:
- Producto: El producto en {\displaystyle {\mathsf {Top}}} viene dado por la topología producto.  Imagina que tienes dos espacios topológicos; su producto cartesiano es simplemente el conjunto de todos los pares ordenados de puntos, uno de cada espacio. La topología producto define la "cercanía" en este nuevo espacio de pares de manera natural, considerando que dos pares están "cerca" si sus componentes respectivos están "cerca" en los espacios originales.
- Coproducto: El coproducto es dado por la unión disjunta de espacios topológicos.  Esto es simplemente "juntar" los espacios sin identificarlos ni mezclarlos; cada espacio conserva su propia topología.
- Límites y Colímites: Usando la topología subespacio (que define la "cercanía" en un subconjunto de un espacio topológico) y la topología cociente (que define la "cercanía" cuando "pegamos" puntos de un espacio), se puede demostrar que {\displaystyle {\mathsf {Top}}} es una categoría completa y cocompleta. Esto significa que podemos realizar una gran variedad de construcciones con espacios topológicos dentro de esta categoría, como intersecciones, uniones, y otras operaciones más complejas que involucran límites y colímites.
- Categoría concreta: Existe un funtor de "olvido"  {\displaystyle U:{\mathsf {Top}}\to {\mathsf {Set}}} que asigna a cada espacio topológico su conjunto subyacente (es decir, olvida la estructura de "cercanía" y solo considera los puntos), y a cada función continua la aplicación entre conjuntos subyacente (olvida que la función preserva la cercanía). Este funtor es fiel, lo que significa que preserva la información esencial sobre los morfismos.  Esto hace que {\displaystyle {\mathsf {Top}}} sea una categoría concreta, lo que intuitivamente significa que sus objetos son "conjuntos con estructura adicional".
- Funtores adjuntos: El funtor de olvido {\displaystyle U} tiene un adjunto izquierdo {\displaystyle D:\operatorname {Set} \to \operatorname {Top} } (que equipa un conjunto dado con la topología discreta, donde cada punto está "aislado" de los demás) y un adjunto derecho {\displaystyle I:\operatorname {Set} \to \operatorname {Top} } (que equipa un conjunto dado con la topología trivial, donde todos los puntos están "infinitamente cerca"). Estos funtores adjuntos nos dan formas de "convertir" conjuntos en espacios topológicos de maneras extremas.
- No es cartesianamente cerrada: {\displaystyle {\mathsf {Top}}} no es cartesianamente cerrada (y por lo tanto tampoco es un topos), una propiedad técnica que está relacionada con la existencia de ciertos tipos de "espacios de funciones". Esto significa que, en general, no tiene objetos exponenciales. Aunque existen, para espacios localmente compactos, una clase importante de espacios topológicos.